# E3 Saxo Classic
La E3 Saxo Classic es una carrera de un día profesional de ciclismo en ruta que se disputa en la región de Flandes, en Bélgica. Se disputa el último viernes de marzo, y pertenece al calendario UCI WorldTour, máxima categoría de las carreras profesionales.
La E3 Saxo Classic se disputó por primera vez en 1958. Desde entonces, se ha disputado anualmente sin interrupciones.
La carrera comienza y finaliza en Harelbeke, provincia de Flandes Occidental, pero gran parte de su recorrido y cotas se proyectan sobre la zona Oriental de Flandes.
La clásica se caracteriza por tener un gran número de tramos de pavé y cotas (ambos también) a lo largo de sus aproximadamente 200km de recorrido. Es una de las clásicas más importantes que engloban la "primavera belga del ciclismo". Pertenece junto con A través de Flandes, la Gante-Gevelgem, los Tres Días de La Panne y el Tour de Flandes a la denominada "semana flamenca de ciclismo" y hace parte de las denominadas "Clásicas de Flandes".
Con cinco triunfos (2004, 2005, 2006, 2007 y 2012), Tom Boonen es el corredor más laureado de la carrera.
El evento está organizado por Hand in Hand Cycling Club.

## Historia
Celebrada por primera vez en 1958, originalmente se llamaba Harelbeke-Anvers-Harelbeke debido al itinerario de ida y vuelta de la carrera, pero tomó el nombre E3 por la autopista E3 —ahora A14— que se construyó a mediados de los años sesenta.
La primera edición tuvo lugar en 1958, aunque ha habido eventos similares en el área desde 1955. Su denominación inicial era Harelbeke-Anvers-Harelbeke. También se llegó a conocer como el GP E3 Harelbeke. Definitivamente alcanzó su nombre a la conclusión de las obras de la próxima autopista E3 (ahora A14), construida a mediados de los años sesenta. A partir de la 54 ª edición, la última disputada en 2011 la palabra "Prijs" (Premio) se eliminó de su denominación y la prueba como tal es conocida como E3 Harelbeke. En 2019, con la entrada de BinckBank como patrocinador, hubo un nuevo cambio de denominación y pasó a llamarse E3 BinckBank Classic. Tras cancelarse la edición de 2020 como consecuencia de la pandemia por coronavirus, en diciembre de ese mismo año se hizo oficial que a partir de 2021 la carrera volvería a cambiar de denominación con la entrada de Saxo Bank como principal patrocinador, pasándose a llamar E3 Saxo Bank Classic.
Hasta 2011, la carrera se ha celebrado y llevado a cabo en sábado. Cuando ascendió de categoría a UCI WorldTour en 2012, la carrera se trasladó a los viernes para tener al menos un día de descanso entre la misma y la otra prueba de pavé de la zona de categoría WorldTour, la Gante-Wevelgem, que se celebra el último domingo del mes de marzo.

## Palmarés
| Año                           | Ganador              | Segundo                | Tercero              |           |
| ----------------------------- | -------------------- | ---------------------- | -------------------- | --------- |
| Harelbeke-Anvers-Harelbeke    |                      |                        |                      |           |
| 1958                          | Armand Desmet        | Lucien Demunster       | Albéric Schotte      |           |
| 1959                          | Norbert Kerckhove    | Jan Zagers             | Norbert Van Tieghem  |           |
| 1960                          | Daniel Doom          | Odiel Vanderlinden     | Petrus Oellibrandt   |           |
| 1961                          | Arthur Decabooter    | Frans Aerenhouts       | André Noyelle        |           |
| 1962                          | André Messelis       | Leopold Schaeken       | Frans De Mulder      |           |
| 1963                          | Noël Foré            | Peter Post             | Jef Planckaert       |           |
| 1964                          | Rik Van Looy         | Norbert Kerckhove      | Edgard Sorgeloos     |           |
| 1965                          | Rik Van Looy         | Georges Van Coningsloo | René Thyssen         |           |
| 1966                          | Rik Van Looy         | Willy Bocklandt        | Joseph Spruyt        |           |
| 1967                          | Willy Bocklandt      | Jos Huysmans           | Armand Desmet        |           |
| 1968                          | Jaak De Boever       | Jos Huysmans           | Herman Van Springel  |           |
| 1969                          | Rik Van Looy         | Georges Van Coningsloo | Willy Vekemans       |           |
| E3-Prijs Harelbeke            |                      |                        |                      |           |
| 1970                          | Daniel van Ryckeghem | Roger de Vlaeminck     | Roger Rosiers        |           |
| 1971                          | Roger de Vlaeminck   | Georges Pintens        | Eddy Merckx          |           |
| 1972                          | Hubert Hutsebaut     | Eddy Merckx            | Walter Godefroot     |           |
| 1973                          | Willy In 't Ven      | Albert Van Vlierberghe | Walter Planckaert    |           |
| 1974                          | Herman Van Springel  | Freddy Maertens        | Frans Verbeeck       |           |
| 1975                          | Frans Verbeeck       | Freddy Maertens        | Cees Bal             |           |
| 1976                          | Walter Planckaert    | Walter Godefroot       | Daniel Verplancke    |           |
| 1977                          | Dietrich Thurau      | Patrick Sercu          | Eric De Vlaeminck    |           |
| 1978                          | Freddy Maertens      | Jan Raas               | Ronald De Witte      |           |
| 1979                          | Jan Raas             | Frank Hoste            | Michel Pollentier    |           |
| 1980                          | Jan Raas             | Sean Kelly             | Rik Van Linden       |           |
| 1981                          | Jan Raas             | Ludo Delcroix          | Alfons De Wolf       |           |
| 1982                          | Jan Bogaert          | Roger de Vlaeminck     | Daniel Willems       |           |
| 1983                          | William Tackaert     | Bert Oosterbosch       | Jan Jonkers          |           |
| 1984                          | Bert Oosterbosch     | Eddy Planckaert        | Léo van Vliet        |           |
| 1985                          | Phil Anderson        | Jozef Lieckens         | Eddy Planckaert      |           |
| 1986                          | Eric Vanderaerden    | Frits Pirard           | Jos Lammertink       |           |
| 1987                          | Eddy Planckaert      | Jelle Nijdam           | Marc Sergeant        |           |
| 1988                          | Guido Bontempi       | Allan Peiper           | Eddy Planckaert      |           |
| 1989                          | Eddy Planckaert      | Adrie van der Poel     | Marc Sergeant        |           |
| 1990                          | Søren Lilholt        | Fabio Roscioli         | Adrie van der Poel   |           |
| 1991                          | Olaf Ludwig          | Phil Anderson          | Uwe Raab             |           |
| 1992                          | Johan Museeuw        | Wiebren Veenstra       | Eric Vanderaerden    |           |
| 1993                          | Mario Cipollini      | Olaf Ludwig            | Jelle Nijdam         |           |
| 1994                          | Andréi Chmil         | Viacheslav Yekímov     | Silvio Martinello    |           |
| 1995                          | Bart Leysen          | Steffen Wesemann       | Martin Hvastija      |           |
| 1996                          | Carlo Bomans         | Peter van Petegem      | Wilfried Nelissen    |           |
| 1997                          | Hendrik van Dyck     | Paolo Fornaciari       | Brian Holm           |           |
| 1998                          | Johan Museeuw        | Michele Bartoli        | Mirko Celestino      |           |
| 1999                          | Peter van Petegem    | Andréi Chmil           | Frank Vandenbroucke  |           |
| 2000                          | Serguéi Ivanov       | Geert Van Bondt        | Chris Peers          |           |
| 2001                          | Andréi Chmil         | Steffen Wesemann       | Martin Hvastija      |           |
| 2002                          | Dario Pieri          | Jo Planckaert          | Johan Museeuw        |           |
| E3 Prijs Vlaanderen           |                      |                        |                      |           |
| 2003                          | Steven de Jongh      | Steffen Wesemann       | Stijn Devolder       |           |
| 2004                          | Tom Boonen           | Jaan Kirsipuu          | Andris Nauduzs       |           |
| 2005                          | Tom Boonen           | Andreas Klier          | Peter van Petegem    |           |
| 2006                          | Tom Boonen           | Alessandro Ballan      | Aart Vierhouten      |           |
| 2007                          | Tom Boonen           | Fabian Cancellara      | Marcus Burghardt     |           |
| 2008                          | Kurt Asle Arvesen    | David Kopp             | Greg Van Avermaet    |           |
| 2009                          | Filippo Pozzato      | Tom Boonen             | Maxim Iglinskiy      |           |
| 2010                          | Fabian Cancellara    | Tom Boonen             | Juan Antonio Flecha  |           |
| E3 Prijs Vlaanderen-Harelbeke |                      |                        |                      |           |
| 2011                          | Fabian Cancellara    | Jürgen Roelandts       | Vladímir Gúsev       |           |
| E3 Harelbeke                  |                      |                        |                      |           |
| 2012                          | Tom Boonen           | Óscar Freire           | Bernhard Eisel       |           |
| 2013                          | Fabian Cancellara    | Peter Sagan            | Daniel Oss           |           |
| 2014                          | Peter Sagan          | Niki Terpstra          | Geraint Thomas       |           |
| 2015                          | Geraint Thomas       | Zdeněk Štybar          | Matteo Trentin       |           |
| 2016                          | Michał Kwiatkowski   | Peter Sagan            | Ian Stannard         |           |
| 2017                          | Greg Van Avermaet    | Philippe Gilbert       | Oliver Naesen        |           |
| 2018                          | Niki Terpstra        | Philippe Gilbert       | Greg Van Avermaet    |           |
| E3 BinckBank Classic          |                      |                        |                      |           |
| 2019                          | Zdeněk Štybar        | Wout van Aert          | Greg Van Avermaet    |           |
| E3 Saxo Bank Classic          |                      |                        |                      |           |
| 2020                          | cancelada            | cancelada              | cancelada            | cancelada |
| 2021                          | Kasper Asgreen       | Florian Sénéchal       | Mathieu van der Poel |           |
| 2022                          | Wout van Aert        | Christophe Laporte     | Stefan Küng          |           |
| E3 Saxo Classic               |                      |                        |                      |           |
| 2023                          | Wout van Aert        | Mathieu van der Poel   | Tadej Pogačar        |           |
| 2024                          | Mathieu van der Poel | Jasper Stuyven         | Wout van Aert        |           |
| 2025                          |                      |                        |                      |           |

## Palmarés por países
| País            | Victorias | Años                         |
| --------------- | --------- | ---------------------------- |
| Bélgica         | 40        | Wout van Aert en 2023        |
| Países Bajos    | 8         | Mathieu van der Poel en 2025 |
| Italia          | 4         | Filippo Pozzato en 2009      |
| Suiza           | 3         | Fabian Cancellara en 2013    |
| Alemania        | 2         | Olaf Ludwig en 1991          |
| Dinamarca       | 2         | Kasper Asgreen en 2021       |
| Australia       | 1         | Phil Anderson en 1985        |
| Moldavia        | 1         | Andréi Chmil en 2000         |
| Rusia           | 1         | Serguéi Ivanov en 1994       |
| Noruega         | 1         | Kurt Asle Arvesen en 2008    |
| Eslovaquia      | 1         | Peter Sagan en 2014          |
| Reino Unido     | 1         | Geraint Thomas en 2015       |
| Polonia         | 1         | Michał Kwiatkowski en 2016   |
| República Checa | 1         | Zdeněk Štybar en 2019        |

En negrilla corredores activos.

## Estadísticas

### Más victorias
| Ciclista             | Victorias | Años                          |
| -------------------- | --------- | ----------------------------- |
| Tom Boonen           | 5         | 2004, 2005, 2006, 2007 y 2012 |
| Rik Van Looy         | 4         | 1964, 1965, 1966 y 1969       |
| Jan Raas             | 3         | 1979, 1980 y 1981             |
| Fabian Cancellara    | 3         | 2010, 2011 y 2013             |
| Eddy Planckaert      | 2         | 1987 y 1989                   |
| Johan Museeuw        | 2         | 1992 y 1998                   |
| Andrei Chmil         | 2         | 1994 y 2001                   |
| Wout van Aert        | 2         | 2022 y 2023                   |
| Mathieu van der Poel | 2         | 2024 y 2025                   |

### Victorias consecutivas
- Cuatro victorias seguidas:
  -  Tom Boonen (2004, 2005, 2006, 2007)
- Tres victorias seguidas:
  -  Rik Van Looy (1964, 1965, 1966)
  -  Jan Raas (1979, 1980, 1981)
- Dos victorias seguidas:
  -  Fabian Cancellara (2010, 2011)
  -  Wout van Aert (2022, 2023)
  -  Mathieu van der Poel (2024, 2025)

### Otros datos
- Vigentes campeones del mundo ganadores del E3 Saxo Classic: Jan Raas (1980), Tom Boonen (2006) y Mathieu van der Poel (2024).